# Macrostemum scriptum
Macrostemum scriptum är en nattsländeart som först beskrevs av Jules Pièrre Rambur 1842.  Macrostemum scriptum ingår i släktet Macrostemum och familjen ryssjenattsländor. Inga underarter finns listade i Catalogue of Life.